# ГЕС Пеншуй
ГЕС Пеншуй (彭水水电站) — гідроелектростанція у центральній частині Китаю в провінції Чунцін. Знаходячись між ГЕС Shātuó (вище по течії) та ГЕС Yínpán, входить до складу каскаду на річці Уцзян — великій правій притоці Янцзи.
В межах проекту річку перекрили бетонною арково-гравітаційною греблею висотою 114 метрів та довжиною 309 метрів. Вона утримує водосховище з об'ємом 1465 млн м3 (корисний об'єм 518 млн м3) і припустимим коливанням рівня поверхні у операційному режимі між позначками 278 та 293 метра НРМ (під час повені до 298,9 метра НРМ).
Зі сховища по схилу лівобережного масиву прокладено канал довжиною біля 0,5 км, який подає ресурс до підземного машинного залу розмірами 252х30 метрів та висотою 77 метрів. Тут встановлено п'ять турбін типу Френсіс потужністю по 350 МВт, коті забезпечують  виробництво 6351 млн кВт-год електроенергії на рік.